# Frontera (topología)

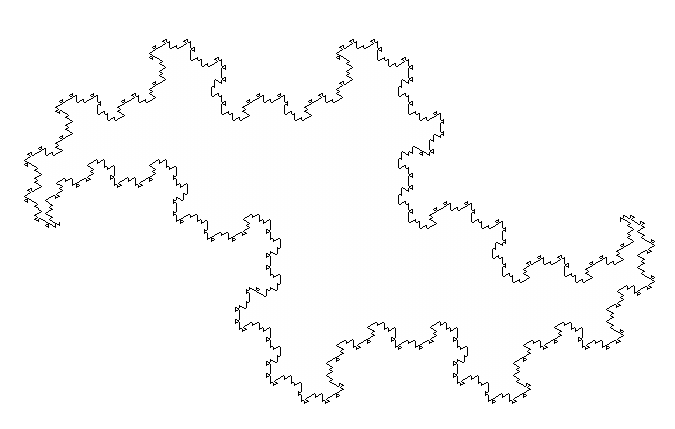
Frontera de la curva del terdragón.

Dado un espacio topológico {\displaystyle X} y {\displaystyle S} un subconjunto de {\displaystyle X}, se define la frontera o límite de {\displaystyle S} como la intersección de la clausura de {\displaystyle S} con la clausura del complemento de {\displaystyle S}, y se denota por {\displaystyle \partial S}. En otras palabras:

{\displaystyle \partial S:={\overline {S}}\cap {\overline {X\smallsetminus S}}}

Una definición equivalente para la frontera de un conjunto es la siguiente:

{\displaystyle \partial S={\overline {S}}\smallsetminus {\mbox{int}}(S)}

Donde:
{\displaystyle {\mbox{int}}(S)\,} denota el interior de {\displaystyle S\,}.
Informalmente, la frontera (también llamada borde) de un conjunto {\displaystyle S} es el conjunto de aquellos puntos que pueden ver puntos tanto en {\displaystyle S} como en su complemento. La frontera de un conjunto siempre es un conjunto cerrado ya que es la intersección de dos conjuntos cerrados.

## Ejemplos
Sea {\displaystyle X} el conjunto de los reales, con la topología usual, entonces:
- Si {\displaystyle S=(0,2)\,}, {\displaystyle \partial S=\{0,2\}\,}.
- Si {\displaystyle S=\mathbb {Z} }, {\displaystyle \partial S=\mathbb {Z} }.
- {\displaystyle \partial \mathbb {Q} =\mathbb {R} }

En el plano ℝ2 la frontera del círculo {\displaystyle C(H,r)=\{P\in \mathbb {R} ^{2}|d(H,P)\leq r\}} es la circunferencia de radio r y centro en H, con la topología usual.
En ℝ3:
- La frontera de la bola {\displaystyle B_{1}(x)=\{y\in \mathbb {R} ^{3}|d(x,y)\leq 1\}} es la esfera de radio unidad y centro en x, o lo que es lo mismo, {\displaystyle \partial B_{1}(x)=\{y\in \mathbb {R} ^{3}|d(x,y)=1\}}.

## Propiedades
- La frontera de un conjunto es cerrada.
- La frontera de un conjunto es igual a la frontera de su complemento: ∂S = ∂(SC).

De lo que se deduce que:
- p es un punto de la frontera de un conjunto si y solo si todo entorno de p contiene al menos un punto del conjunto y al menos un punto que no sea del conjunto.
- Un conjunto es cerrado si y solo si contiene su frontera, y es abierto si y solo si es disjunto de su frontera.
- El cierre de un conjunto es igual a la unión del conjunto con su frontera. S = S ∪ ∂S.
- La frontera de un conjunto es vacía si y solo si el conjunto es abierto y cerrado a la vez.
- En ℝn, todo subconjunto cerrado es frontera de algún conjunto.

### Fronteras y aplicaciones continuas
Dado un conjunto abierto y acotado {\displaystyle \Omega \subset \mathbb {R} ^{n}} y una aplicación continua {\displaystyle f\in C^{0}({\bar {\Omega }},\mathbb {R} ^{n})} que es inyectiva sobre {\displaystyle \Omega }. Entonces se cumple:
- {\displaystyle f({\bar {\Omega }})={\overline {f(\Omega )}}}
- {\displaystyle f(\Omega )=f({\mbox{int}}\ {\bar {\Omega }})\subset {\mbox{int}}\ f({\bar {\Omega }})}
- {\displaystyle f(\partial \Omega )\supset f({\bar {\Omega }})}

La prueba del teorema anterior puede darse en términos de topología elemental y es relativamente breve. Si además se cumple {\displaystyle {\mbox{int}}\ {\bar {\Omega }}=\Omega } y la función continua es inyectiva sobre el compacto {\displaystyle {\bar {\Omega }}} entonces las dos inclusiones anteriores se convierten en igualdades:
- {\displaystyle f(\Omega )=f({\mbox{int}}\ {\bar {\Omega }})={\mbox{int}}\ f({\bar {\Omega }})}
- {\displaystyle f(\partial \Omega )=f({\bar {\Omega }})}